# Aporophyla siciliana
Aporophyla siciliana là một loài bướm đêm trong họ Noctuidae.